# Dámaso Ruiz-Jarabo Colomer
Dámaso Ruiz-Jarabo Colomer (* 20. Juni 1949 in Madrid; † 12. November 2009 in Luxemburg) war ein spanischer Jurist und Generalanwalt am Europäischen Gerichtshof (EuGH).
Colomer studierte Jura an der Universität Complutense Madrid (UCM) und promovierte dort 1976. Als Assistent von García de Enterría lehrte er Verwaltungsrecht an der UCM und war Richter in Ávila, Toledo und Madrid.
Zwischen 1982 und 1987 hatte er Professuren für Strafrecht an der Universidad Autónoma de Madrid (UAM) und der Universidad Pontificia de Comillas inne und forschte zum Europarecht. 1987 wurde er Sekretär am EuGH.
1988 bis Ende 1990 war er Direktor des privaten Büros des Präsidenten des spanischen Generaljustizrates (Consejo General del Poder Judicial). 1992 ernannte ihn der spanische Ministerrat im Fall Ruiz-Mateos zum Ad-hoc-Richter am Europäischen Gerichtshof für Menschenrechte.
Von den Regierungen der EG-Mitgliedsländer wurde Colomer 1995 zum Generalanwalt am EuGH ernannt und 1997 bestätigt. Zugleich ernannte ihn der spanische Generaljustizrat 1996 zum Richter der 3. Kammer des spanischen Obersten Gerichtshofes.
Am 13. Februar 2007 empfahl er den Richtern des EuGH, einer Klage der Europäischen Kommission gegen Deutschland zum VW-Gesetz stattzugeben. Durch die im Gesetz vorgeschriebenen zwei Sitze der Regierung des Landes Niedersachsen sowie die Reglementierung der Stimmrechte wirke es auf die Beteiligung privater Investoren abschreckend. Bekannt wurde Ruiz-Jarabo Colomer vor allem dadurch, dass er in seinen Schlussanträgen oft Hinweise auf schöngeistige Literatur untergebracht hat.
Ruiz-Jarabo Colomer verstarb während seiner Amtszeit als Generalanwalt am 12. November 2009 in Luxemburg. Zu seinem Nachfolger wurde Pedro Cruz Villalón ernannt.